# Agboville
Agboville is een stad in Ivoorkust en is de hoofdplaats van de regio Agnéby. Agboville telt 225.000 inwoners (2004).
Agboville is sinds 2006 zetel van een rooms-katholiek bisdom. Een meerderheid van de bevolking is katholiek.

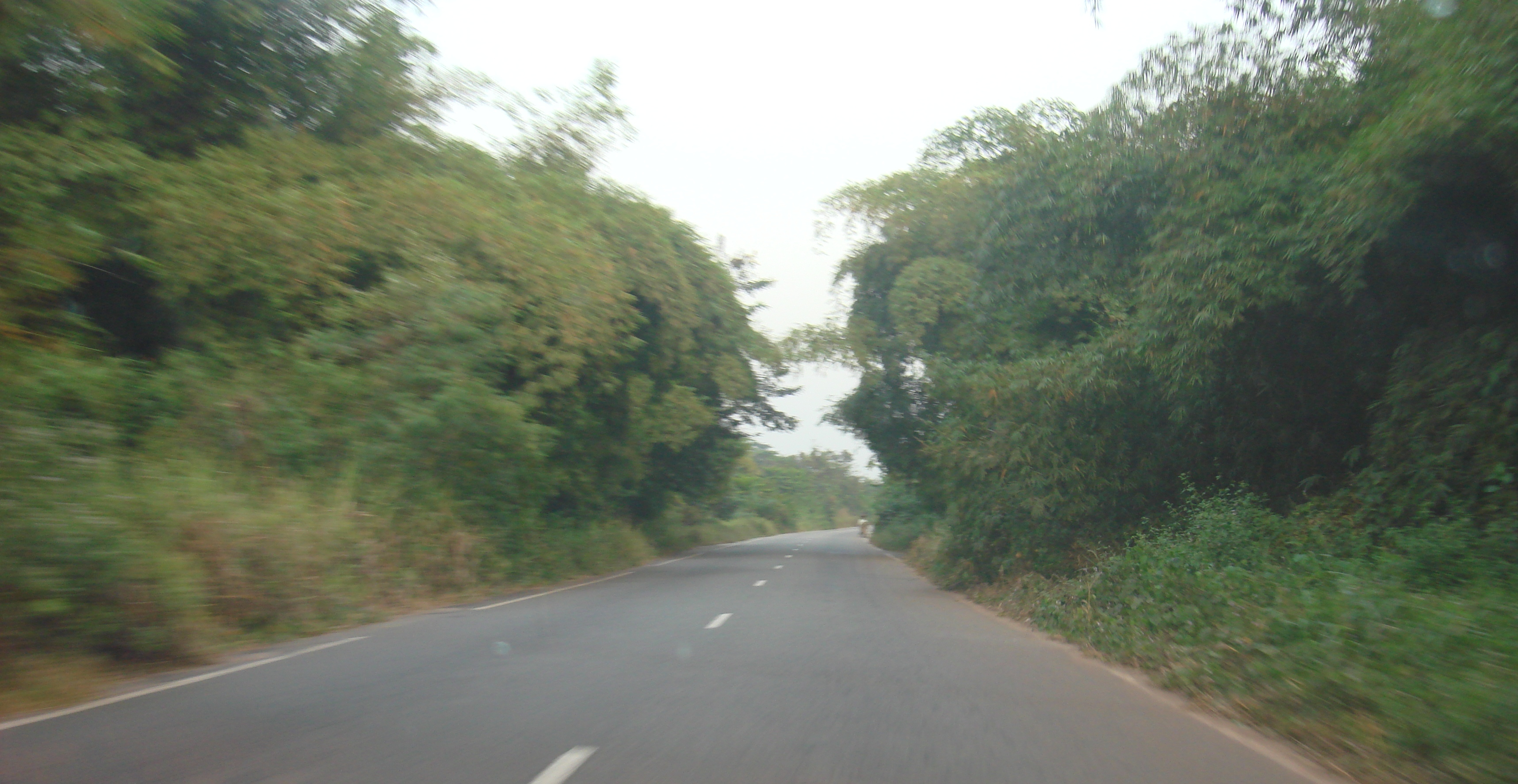
Weg naar Divo bij Agboville